# Bertile Fournier
Pour les articles homonymes, voir Fournier.
Bertile Fournier, née Bertille Marie Jeanne Huguet à Paris 16e le 9 mars 1935 et morte à Cricquebœuf le 28 avril 2011, est une harpiste française.

## Biographie
Bertile Fournier passe son enfance à Touques (Calvados). Fille et petite-fille de harpiste, Bertile Fournier commence à jouer de la harpe dès l'âge de 9 ans. Elle est l'élève de Henriette Renié (1875-1956), puis de Lily Laskine (1893-1988) . À 17 ans, elle obtient le premier du conservatoire de Paris, à l'unanimité . Elle devient harpiste soliste dans l'orchestre Lamoureux, une place qu'elle occupera pendant 37 ans. En 1976, elle crée le sextuor de harpes de Paris. Elle joue sous la direction des plus grands chefs d'orchestre internationaux, Charles Munch, Leonard Bernstein, Igor Markevitch, Paul Paray…
Lily Laskine la désigne comme sa légataire universelle. En 1988, elle crée l'Association des amis de Lily Laskine et en 1993 le Concours international Lily-Laskine.
Elle est chevalière des Arts et des Lettres.
En 2008, elle se présente aux élections municipales à Touques, sur la liste « Touques 2008 ».
En 2009, elle enregistre son dernier disque Contemplation , dans lequel elle joue des œuvres de Claude Debussy, Félix Godefroid, Alessandro Scarlatti, Henriette Renié, Serge Prokofiev…
Elle meurt le 28 avril 2011 à Cricquebœuf, à 76 ans. Ses obsèques ont lieu le 2 mai à Touques.

## Distinctions
- Chevalière de l'ordre des Arts et des Lettres